# 董恂
董恂（1810年—1892年），初名醇，避穆宗諱改恂，字忱甫，號韞卿，江蘇揚州府甘泉縣人。晚清政治人物，仕道光、咸豐、同治、光緒四朝，官至戶部尚書。

## 生平

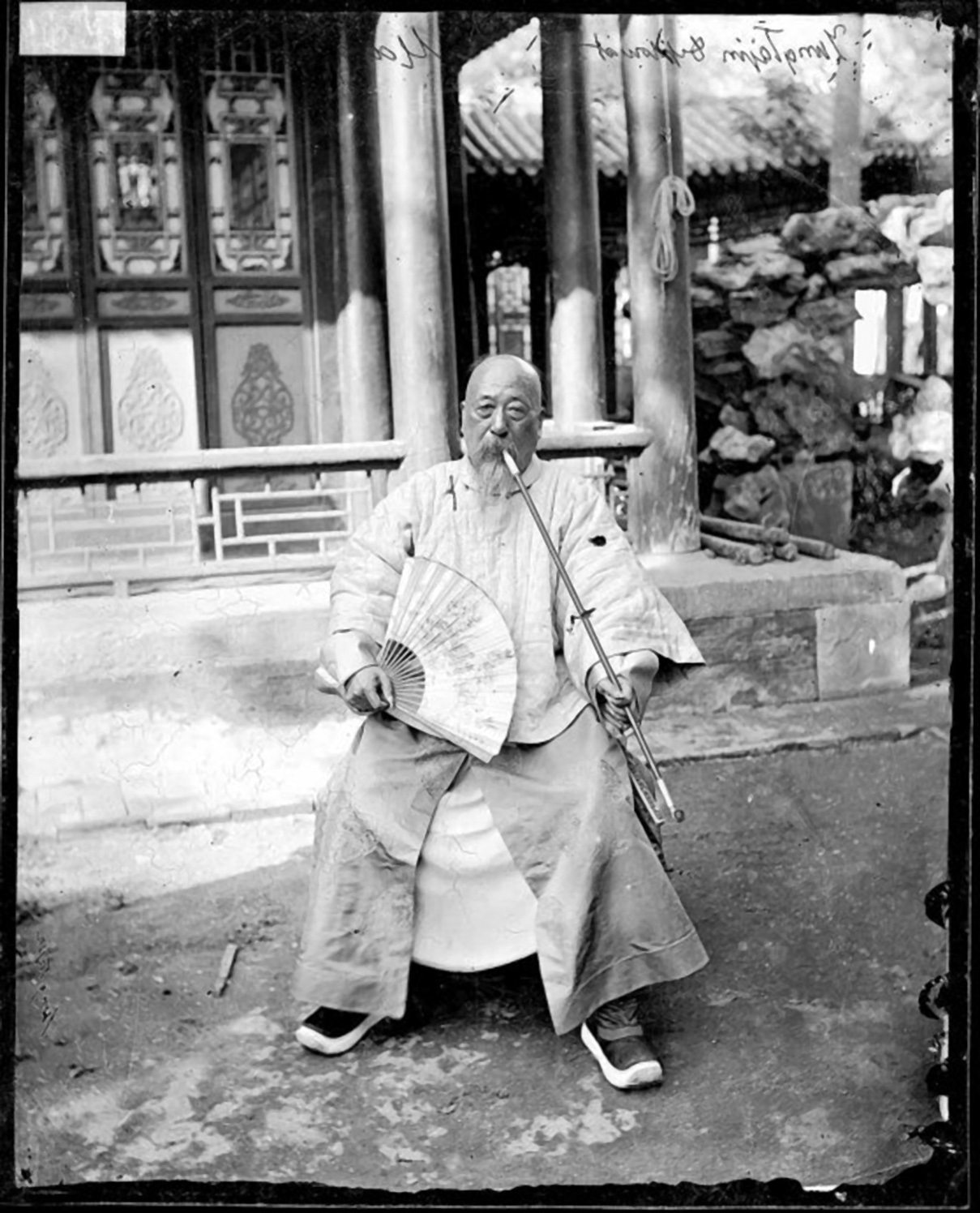

董恂生於仁宗嘉慶十五年（1810年）。宣宗道光二十年（1840年）庚子科進士，歷任戶部主事、湖南粮储道、直隸清河道、順天府尹、都察院左都御史、兵部侍郎、戶部侍郎、兵部尚書、戶部尚書。其中戶部尚書的任期最長，自穆宗同治八年（1869年）起達十二年之久。曾入總理各國事務衙門當全權大臣，奉派與美國、俄國、英國、比利時等國簽訂通商條約。德宗光緒八年（1882年）退休。光緒十八年（1892年），在揚州病故。

## 著作
董恂工書法，愛讀書，且著作甚豐，有《楚漕工程》十六卷、《江北運程》四十卷、《甘棠小志》、《隨軺載筆七種》、《荻芬書屋文稿》、《手訂年譜》存世。
在總理各國事務衙門任上，董恂曾將亨利·沃茲沃思·朗費羅的Psalm of Life譯為《長友詩》書于扇面，並轉交給遠在波士頓的朗費羅，此扇現存朗費羅故居。

## 外部連結
| 官衔          | 官衔                                                                           | 官衔          |
| ------------- | ------------------------------------------------------------------------------ | ------------- |
| 前任： 曹毓瑛 | 兵部漢尚書 同治五年三月丙戌－同治八年六月辛酉 （1866年5月11日－1869年7月29日） | 繼任： 鄭敦謹 |
| 前任： 羅惇衍 | 戶部漢尚書 同治八年六月辛酉－光緒八年正月辛亥 （1869年7月29日－1882年3月13日） | 繼任： 閻敬銘 |